# Мутунополис
Мутунополис (порт. Mutunópolis) — муниципалитет в Бразилии, входит в штат Гояс. Составная часть мезорегиона Север штата Гойяс. Входит в экономико-статистический микрорегион Порангату. Население составляет 4088 человек на 2007 год. Занимает площадь 869,033 км². Плотность населения — 4,5 чел./км².
Праздник города — 14 октября.

## Статистика
- Валовой внутренний продукт на 2003 год составляет 22 102 719,00 реалов (данные: Бразильский институт географии и статистики).
- Валовой внутренний продукт на душу населения на 2003 год составляет 5644,21 реала (данные: Бразильский институт географии и статистики).
- Индекс развития человеческого потенциала на 2000 год составляет 0,722 (данные: Программа развития ООН).